# Șevcenko, Arbuzînka
Șevcenko (în ucraineană Шевченко) este un sat în comuna Novohrîhorivka din raionul Arbuzînka, regiunea Mîkolaiiv, Ucraina.

## Demografie
Componența lingvistică a localității Șevcenko
     Ucraineană (88,89%)
     Română (11,11%)
Conform recensământului din 2001, majoritatea populației localității Șevcenko era vorbitoare de ucraineană (88,89%), existând în minoritate și vorbitori de română (11,11%).